# Condorhuayi (Áncash)
Condorhuayi (quechua kuntur cóndor, Quechua ancashino wayi casa, "casa del cóndor", también escrito como Condor-Huain) es una montaña de 5.171 metros de altura en la cordillera de Huallanca en los Andes del Perú. Está situado en la región de Ancash, provincia de Bolognesi, en la frontera de los distritos de Aquia y Huallanca. Condorhuayi se encuentra al este del valle de Minapata, al suroeste de Cuncush, al sur de Huallanca y al sureste de Minapata. Sus coordenadas son 9°56′24″S 77°02′33″W.

## Recomendaciones
- Tener en cuenta que cuando se escala una montaña glaciar se deben llevar anteojos para nieve.
- Llevar zapatos especiales para escalar.
- Priorizar el abrigo.
- Conocer la ruta de acceso.